# Brovst Kirke
Brovst Kirke ligger i Brovst Sogn i Jammerbugt Provsti.

## Arkitekturen
Kirken består af skib, kor med halvrund apsis, tårn mod vest og våbenhus mod nord. Selve kirken er opført sidst i 1100-tallet, men meget tyder på en eller flere store ombygninger i 1300-tallet. Kirkens murværk består af både rå kampsten, kvadersten og teglsten. Tårnet og måske våbenhuset er nok bygget til ved en af disse ombygninger. Tårnet havde oprindelig samme bredde som skibet og med fire rundbuede hvælvinger med en midtersøjle, der nu er tilmurede. De arkede buer og søjlen er dog tilbage. Tårnet er ombygget og gjort smallere i 1779. Kirken havde oprindelig to indgange: En for mænd i syd og en for kvinder i nord.
Den gamle klokke var fra den senere middelalder og var uden inskription, men blev omstøbt i 1939 med den nuværende inskription. Den nye klokke er lidt større og er opsat i 1963, skænket af Ingvar Jensen.

## Historie
Meget historie før 1579 kendes ikke, men i dette år fik Erik Lykke en kongelig bevilling til at bruge sten fra den øde kirke i Kettrup sogn. Kirken skulle nedbrydes, fordi sognet var lagt øde af en sandslugt. Om denne bevilling blev til noget, vides ikke men Erik Lykke og senere hans enke Margrethe Gjøe lod kirken forfalde trods det indkasserede kirketiende. De fik to kongelige breve om at holde kirken og aflægge regnskab om dette, tilsyneladende uden virkning. Dette betød, at der i år 1603 kom brev fra kongen om, at de andre kirker i Han Herred efter evne og formue skulle hjælpe med at genopføre den forfaldne kirke.
I år 1765 blev Frants Rantzau ejer af Bratskov, og han og hans arvinger holdt kirken i god stand. Frants Rantzau af 3. generation og hans hustru Margrethe Rodsten gjorde meget i begyndelsen af 1800-tallet for kirkens udsmykning. Altertavle, prædikestol, pulpitur m.m. blev fornyet eller restaureret. Triumfvæggen er på et tidspunkt nedbrudt og erstattet af en trævæg med puds, nok samtidig med at skibets indervægge blev forskallet og pudset, samt loftet beklædt med stafbrædder. Alt dette blev fjernet ved en større restaurering i 1951, og triumfvæggen blev genopført i tegl. I apsis under altertavlen ligger Falk Gøye og Palle Rantzau (død 1691) begravet. I skibet ligger ligsten over præsten Søren Jørgensen Bagge som døde i 1707 og over Sidsel Kristiansdatter Lassen, død 1779.

## Eksterne kilder og henvisninger
- Wikimedia Commons har flere filer relateret til Brovst Kirke
- Brovst Kirke hos KortTilKirken.dk